# Bruno Capacci
Bruno Capacci, né à Venise en 1906, mort à Uccle en 1996, est un peintre et dessinateur surréaliste italien.

## Biographie
Né à Venise, il passe son enfance à Florence. En 1930 il s'installe à Paris où il rencontre l'artiste belge Suzanne Van Damme qui deviendra sa femme, puis se rend à Bruxelles en 1940, et se rapproche des surréalistes parisiens entre 1947 et 1955, puis des surréalistes belges.

## Principaux tableaux
Source :
- The Law of the Legend
- Arlequin et Oiseaux sur fond de place Saint-Marc
- 1971 : La Belle Panda
- 1975 : Composition aux chevaux